# Yerlikuyu, Sarıoğlan
Yerlikuyu là một xã thuộc huyện Sarıoğlan, tỉnh Kayseri, Thổ Nhĩ Kỳ. Dân số thời điểm năm 2008 là 121 người.